# بیرزانه
بیرزانه (به لهستانی:  Bierdzany) یک روستا در لهستان است که در گمینا توراوا واقع شده‌است.